# گئورگی هریستاکیف
گئورگی هریستاکیف (انگلیسی: Georgi Hristakiev; ۲۸ ژوئن ۱۹۴۴ – ۴ آوریل ۲۰۱۶) بازیکن فوتبال اهل بلغارستان بود.
از باشگاه‌هایی که در آن بازی کرده‌است می‌توان به باشگاه فوتبال لوکوموتیو صوفیه اشاره کرد.
وی همچنین در تیم ملی فوتبال بلغارستان بازی کرده‌است.
وی در مسابقات کشوری و بین‌المللی در مجموع برندهٔ ۱ مدال نقره شده‌است.